# غارت (فیلم ۱۹۳۱)
غارت (انگلیسی: Plunder) یک فیلم کمدی بریتانیایی به کارگردانی و ایفای نقش تام والز و همچنین رالف لین و وینفیرد شاتتر و رابرتسون هارمحصول سال ۱۹۳۱ میلادی است. موقعیت این فیلم به عنوان یکی از ستاره های سینمای بریتانیا است .